# Đèo Kim Quy
Đèo Kim Quy là đèo trên quốc lộ 49 ở vùng giáp ranh xã Bình Điền thị xã Hương Trà và xã Hương Nguyên huyện A Lưới thành phố Huế, Việt Nam .

## Vị trí
Đèo Kim Quy cách đèo Tà Lương trên quốc lộ 49 cỡ 5 km về phía đông .
Đèo Kim Quy cùng với đèo Tà Lương và A Co hợp thành tour du lịch hấp dẫn lên thị trấn A Lưới .